# Lymanopoda affineola
Lymanopoda affineola är en fjärilsart som beskrevs av Otto Staudinger. Lymanopoda affineola ingår i släktet Lymanopoda och familjen praktfjärilar. Inga underarter finns listade i Catalogue of Life.